# Calymmodon latealatus
Calymmodon latealatus är en stensöteväxtart som beskrevs av Edwin Bingham Copeland. Calymmodon latealatus ingår i släktet Calymmodon och familjen Polypodiaceae. Inga underarter finns listade.